# Nem (football)
Pour les articles homonymes, voir Nem.
Rinaldo Francisco de Lima, dit Nem, est un footballeur brésilien né le 19 janvier 1973 à Recife.